# Liste des planètes mineures (719001-720000)
Voici la liste des planètes mineures numérotées de 719001 à 720000. Les planètes mineures sont numérotées lorsque leur orbite est confirmée, ce qui peut parfois se produire longtemps après leur découverte. Elles sont classées ici par leur numéro.

## Planètes mineures 719001 à 720000
- (719001) 2018 AA76
- (719002) 2018 BN3
- (719003) 2018 BB9
- (719004) 2018 BD9
- (719005) 2018 BF9
- (719006) 2018 BP9
- (719007) 2018 BB10
- (719008) 2018 BF10
- (719009) 2018 BM10
- (719010) 2018 BP11
- (719011) 2018 BX12
- (719012) 2018 BY17
- (719013) 2018 BA18
- (719014) 2018 BR18
- (719015) 2018 BC24
- (719016) 2018 BG26
- (719017) 2018 BB33
- (719018) 2018 BB36
- (719019) 2018 BZ38
- (719020) 2018 BN41
- (719021) 2018 BQ50
- (719022) 2018 CG
- (719023) 2018 CO
- (719024) 2018 CP
- (719025) 2018 CA4
- (719026) 2018 CS4
- (719027) 2018 CB5
- (719028) 2018 CH5
- (719029) 2018 CL6
- (719030) 2018 CW6
- (719031) 2018 CN7
- (719032) 2018 CU7
- (719033) 2018 CD8
- (719034) 2018 CG8
- (719035) 2018 CJ8
- (719036) 2018 CV8
- (719037) 2018 CJ16
- (719038) 2018 CQ18
- (719039) 2018 CB19
- (719040) 2018 CH19
- (719041) 2018 CH20
- (719042) 2018 CG21
- (719043) 2018 CA23
- (719044) 2018 CM23
- (719045) 2018 CF26
- (719046) 2018 CV26
- (719047) 2018 CN39
- (719048) 2018 DY5
- (719049) 2018 DB7
- (719050) 2018 DR7
- (719051) 2018 DF9
- (719052) 2018 DK9
- (719053) 2018 DS9
- (719054) 2018 EE2
- (719055) 2018 EJ5
- (719056) 2018 ED6
- (719057) 2018 EA8
- (719058) 2018 EQ8
- (719059) 2018 EY8
- (719060) 2018 EA9
- (719061) 2018 EU11
- (719062) 2018 EK12
- (719063) 2018 EO13
- (719064) 2018 EH18
- (719065) 2018 FF
- (719066) 2018 FQ7
- (719067) 2018 FT7
- (719068) 2018 FG8
- (719069) 2018 FX9
- (719070) 2018 FJ10
- (719071) 2018 FZ10
- (719072) 2018 FC12
- (719073) 2018 FT14
- (719074) 2018 FN16
- (719075) 2018 FL20
- (719076) 2018 FJ21
- (719077) 2018 FL24
- (719078) 2018 FG25
- (719079) 2018 FN28
- (719080) 2018 FS29
- (719081) 2018 FJ34
- (719082) 2018 FL35
- (719083) 2018 FQ36
- (719084) 2018 FS36
- (719085) 2018 FC37
- (719086) 2018 FJ37
- (719087) 2018 FL39
- (719088) 2018 FN39
- (719089) 2018 FP39
- (719090) 2018 FH41
- (719091) 2018 FY41
- (719092) 2018 FG42
- (719093) 2018 FM44
- (719094) 2018 FP45
- (719095) 2018 FY47
- (719096) 2018 FY61
- (719097) 2018 GN3
- (719098) 2018 GV4
- (719099) 2018 GD6
- (719100) 2018 GY6
- (719101) 2018 GC8
- (719102) 2018 GS8
- (719103) 2018 GL9
- (719104) 2018 GB10
- (719105) 2018 GW10
- (719106) 2018 GA11
- (719107) 2018 GM11
- (719108) 2018 GZ11
- (719109) 2018 GN12
- (719110) 2018 GB16
- (719111) 2018 GE18
- (719112) 2018 GG18
- (719113) 2018 GW18
- (719114) 2018 GU19
- (719115) 2018 GG25
- (719116) 2018 GO26
- (719117) 2018 GE29
- (719118) 2018 GZ32
- (719119) 2018 HM4
- (719120) 2018 HN4
- (719121) 2018 HZ8
- (719122) 2018 HE10
- (719123) 2018 JF3
- (719124) 2018 JX3
- (719125) 2018 JY3
- (719126) 2018 JZ3
- (719127) 2018 JQ4
- (719128) 2018 JN5
- (719129) 2018 JR5
- (719130) 2018 JS9
- (719131) 2018 JK10
- (719132) 2018 JM10
- (719133) 2018 JU10
- (719134) 2018 JX10
- (719135) 2018 JE11
- (719136) 2018 KU3
- (719137) 2018 KW3
- (719138) 2018 KG8
- (719139) 2018 KM8
- (719140) 2018 KA10
- (719141) 2018 KW10
- (719142) 2018 KR11
- (719143) 2018 KU11
- (719144) 2018 KV12
- (719145) 2018 KY13
- (719146) 2018 LT1
- (719147) 2018 LM7
- (719148) 2018 LO7
- (719149) 2018 LP7
- (719150) 2018 LG8
- (719151) 2018 LH8
- (719152) 2018 LZ8
- (719153) 2018 LA9
- (719154) 2018 LE9
- (719155) 2018 LY9
- (719156) 2018 LH11
- (719157) 2018 LF12
- (719158) 2018 LC15
- (719159) 2018 LK16
- (719160) 2018 LN21
- (719161) 2018 LF26
- (719162) 2018 LK29
- (719163) 2018 LL30
- (719164) 2018 LS31
- (719165) 2018 LM37
- (719166) 2018 LW38
- (719167) 2018 LZ48
- (719168) 2018 MN1
- (719169) 2018 MK2
- (719170) 2018 MO7
- (719171) 2018 MY14
- (719172) 2018 MS15
- (719173) 2018 NA6
- (719174) 2018 NP12
- (719175) 2018 NE13
- (719176) 2018 NS14
- (719177) 2018 NR15
- (719178) 2018 NB22
- (719179) 2018 NU22
- (719180) 2018 NW22
- (719181) 2018 NP24
- (719182) 2018 NL34
- (719183) 2018 NA42
- (719184) 2018 NO42
- (719185) 2018 NP42
- (719186) 2018 NQ42
- (719187) 2018 NC43
- (719188) 2018 NX45
- (719189) 2018 OK1
- (719190) 2018 PO1
- (719191) 2018 PO3
- (719192) 2018 PN13
- (719193) 2018 PE17
- (719194) 2018 PL23
- (719195) 2018 PJ25
- (719196) 2018 PP25
- (719197) 2018 PE28
- (719198) 2018 PU30
- (719199) 2018 PE32
- (719200) 2018 PB41
- (719201) 2018 PK42
- (719202) 2018 PC44
- (719203) 2018 PS47
- (719204) 2018 PA56
- (719205) 2018 PP58
- (719206) 2018 PS62
- (719207) 2018 PE69
- (719208) 2018 PJ69
- (719209) 2018 PG78
- (719210) 2018 QK2
- (719211) 2018 QD4
- (719212) 2018 QT6
- (719213) 2018 QF15
- (719214) 2018 QK16
- (719215) 2018 QZ17
- (719216) 2018 RM11
- (719217) 2018 RQ11
- (719218) 2018 RT12
- (719219) 2018 RC15
- (719220) 2018 RK22
- (719221) 2018 RP25
- (719222) 2018 RG49
- (719223) 2018 SF7
- (719224) 2018 SS8
- (719225) 2018 SJ11
- (719226) 2018 SX15
- (719227) 2018 TU9
- (719228) 2018 TE13
- (719229) 2018 TD28
- (719230) 2018 TJ32
- (719231) 2018 TN42
- (719232) 2018 TM44
- (719233) 2018 TP58
- (719234) 2018 UM15
- (719235) 2018 UC16
- (719236) 2018 UO34
- (719237) 2018 UB42
- (719238) 2018 VN14
- (719239) 2018 VS14
- (719240) 2018 VA16
- (719241) 2018 VD21
- (719242) 2018 VU23
- (719243) 2018 VP25
- (719244) 2018 VW41
- (719245) 2018 VH50
- (719246) 2018 VC51
- (719247) 2018 VP57
- (719248) 2018 VF63
- (719249) 2018 VG64
- (719250) 2018 VX76
- (719251) 2018 VV79
- (719252) 2018 VD82
- (719253) 2018 VX82
- (719254) 2018 VT84
- (719255) 2018 VL93
- (719256) 2018 VQ94
- (719257) 2018 VM107
- (719258) 2018 VC122
- (719259) 2018 VK122
- (719260) 2018 VH128
- (719261) 2018 VQ140
- (719262) 2018 VH148
- (719263) 2018 VY149
- (719264) 2018 VN153
- (719265) 2018 VL169
- (719266) 2018 VF179
- (719267) 2018 WP6
- (719268) 2018 WU6
- (719269) 2018 WB9
- (719270) 2018 WB10
- (719271) 2018 XB7
- (719272) 2018 XE9
- (719273) 2018 XW9
- (719274) 2018 XR11
- (719275) 2018 XS11
- (719276) 2018 XY16
- (719277) 2018 XB17
- (719278) 2018 XR31
- (719279) 2018 XK37
- (719280) 2018 XZ46
- (719281) 2018 YH3
- (719282) 2018 YX3
- (719283) 2018 YB19
- (719284) 2018 YB25
- (719285) 2019 AS12
- (719286) 2019 AF16
- (719287) 2019 AG17
- (719288) 2019 AO20
- (719289) 2019 AF22
- (719290) 2019 AA29
- (719291) 2019 AS32
- (719292) 2019 AG37
- (719293) 2019 AT41
- (719294) 2019 AR50
- (719295) 2019 AX54
- (719296) 2019 AG55
- (719297) 2019 AC68
- (719298) 2019 AV73
- (719299) 2019 AD79
- (719300) 2019 AM80
- (719301) 2019 AT80
- (719302) 2019 AH83
- (719303) 2019 AN84
- (719304) 2019 AV87
- (719305) 2019 AQ96
- (719306) 2019 AC100
- (719307) 2019 AC116
- (719308) 2019 AV119
- (719309) 2019 AW121
- (719310) 2019 AS133
- (719311) 2019 BE6
- (719312) 2019 BO11
- (719313) 2019 CZ7
- (719314) 2019 CD9
- (719315) 2019 CP9
- (719316) 2019 CV10
- (719317) 2019 CY12
- (719318) 2019 CF13
- (719319) 2019 CJ13
- (719320) 2019 CG14
- (719321) 2019 CM18
- (719322) 2019 CM22
- (719323) 2019 CU30
- (719324) 2019 EA3
- (719325) 2019 FW3
- (719326) 2019 FC15
- (719327) 2019 FH15
- (719328) 2019 FS15
- (719329) 2019 FV15
- (719330) 2019 FE24
- (719331) 2019 FN24
- (719332) 2019 FM25
- (719333) 2019 FN25
- (719334) 2019 FT28
- (719335) 2019 FU29
- (719336) 2019 FB30
- (719337) 2019 FK37
- (719338) 2019 GT8
- (719339) 2019 GL14
- (719340) 2019 GM15
- (719341) 2019 GE16
- (719342) 2019 GT17
- (719343) 2019 GX18
- (719344) 2019 GO32
- (719345) 2019 GW41
- (719346) 2019 GG42
- (719347) 2019 GN43
- (719348) 2019 GV43
- (719349) 2019 GF44
- (719350) 2019 GN44
- (719351) 2019 GN45
- (719352) 2019 GP45
- (719353) 2019 GS49
- (719354) 2019 GT49
- (719355) 2019 GX49
- (719356) 2019 GY49
- (719357) 2019 GE51
- (719358) 2019 GM51
- (719359) 2019 GT51
- (719360) 2019 GC52
- (719361) 2019 GG52
- (719362) 2019 GX52
- (719363) 2019 GN53
- (719364) 2019 GH55
- (719365) 2019 GB59
- (719366) 2019 GY59
- (719367) 2019 GO63
- (719368) 2019 GR67
- (719369) 2019 GP69
- (719370) 2019 GU69
- (719371) 2019 GA74
- (719372) 2019 GV81
- (719373) 2019 GL83
- (719374) 2019 GR94
- (719375) 2019 GB98
- (719376) 2019 GV99
- (719377) 2019 GL103
- (719378) 2019 GQ106
- (719379) 2019 GZ107
- (719380) 2019 GG111
- (719381) 2019 GT112
- (719382) 2019 GG114
- (719383) 2019 GJ120
- (719384) 2019 GK125
- (719385) 2019 GR125
- (719386) 2019 GO126
- (719387) 2019 GD127
- (719388) 2019 GA128
- (719389) 2019 GB129
- (719390) 2019 GG130
- (719391) 2019 GL135
- (719392) 2019 GW150
- (719393) 2019 GK174
- (719394) 2019 GW185
- (719395) 2019 HH1
- (719396) 2019 HF8
- (719397) 2019 HD11
- (719398) 2019 HG12
- (719399) 2019 JD10
- (719400) 2019 JR11
- (719401) 2019 JE15
- (719402) 2019 JV15
- (719403) 2019 JJ19
- (719404) 2019 JE20
- (719405) 2019 JU21
- (719406) 2019 JR23
- (719407) 2019 JU23
- (719408) 2019 JV23
- (719409) 2019 JG32
- (719410) 2019 JG34
- (719411) 2019 JC38
- (719412) 2019 JA40
- (719413) 2019 JL41
- (719414) 2019 JR41
- (719415) 2019 JD43
- (719416) 2019 JY43
- (719417) 2019 JM46
- (719418) 2019 JP47
- (719419) 2019 JW48
- (719420) 2019 JN50
- (719421) 2019 JZ54
- (719422) 2019 JE55
- (719423) 2019 JA62
- (719424) 2019 JB62
- (719425) 2019 JR62
- (719426) 2019 JS62
- (719427) 2019 JT63
- (719428) 2019 JA66
- (719429) 2019 JX69
- (719430) 2019 JF70
- (719431) 2019 JL75
- (719432) 2019 JR76
- (719433) 2019 JS77
- (719434) 2019 JJ81
- (719435) 2019 JD88
- (719436) 2019 JQ102
- (719437) 2019 JV103
- (719438) 2019 JZ106
- (719439) 2019 JB112
- (719440) 2019 JM123
- (719441) 2019 KQ9
- (719442) 2019 KX16
- (719443) 2019 KP19
- (719444) 2019 KQ19
- (719445) 2019 KX19
- (719446) 2019 KH20
- (719447) 2019 KK20
- (719448) 2019 KL26
- (719449) 2019 KR26
- (719450) 2019 KM27
- (719451) 2019 KX33
- (719452) 2019 KM34
- (719453) 2019 KF35
- (719454) 2019 KW45
- (719455) 2019 KE50
- (719456) 2019 KQ50
- (719457) 2019 KD58
- (719458) 2019 KD75
- (719459) 2019 LD4
- (719460) 2019 LR20
- (719461) 2019 LY24
- (719462) 2019 LC31
- (719463) 2019 MY1
- (719464) 2019 MJ7
- (719465) 2019 MM11
- (719466) 2019 MP11
- (719467) 2019 MC12
- (719468) 2019 MG12
- (719469) 2019 MU12
- (719470) 2019 MH13
- (719471) 2019 MN13
- (719472) 2019 MK15
- (719473) 2019 ML15
- (719474) 2019 MZ16
- (719475) 2019 MS17
- (719476) 2019 MV17
- (719477) 2019 MS29
- (719478) 2019 MU29
- (719479) 2019 NE18
- (719480) 2019 NR19
- (719481) 2019 NB22
- (719482) 2019 NN22
- (719483) 2019 NU25
- (719484) 2019 NB29
- (719485) 2019 NN34
- (719486) 2019 NT36
- (719487) 2019 NZ36
- (719488) 2019 NJ37
- (719489) 2019 NE38
- (719490) 2019 NB39
- (719491) 2019 NS42
- (719492) 2019 NY53
- (719493) 2019 NF54
- (719494) 2019 NC58
- (719495) 2019 NJ58
- (719496) 2019 NB60
- (719497) 2019 NH64
- (719498) 2019 NV64
- (719499) 2019 NR71
- (719500) 2019 NX71
- (719501) 2019 NS81
- (719502) 2019 NH82
- (719503) 2019 OA7
- (719504) 2019 OL8
- (719505) 2019 OF9
- (719506) 2019 OQ13
- (719507) 2019 OY17
- (719508) 2019 OZ22
- (719509) 2019 OO23
- (719510) 2019 OP23
- (719511) 2019 OB25
- (719512) 2019 OR28
- (719513) 2019 OL33
- (719514) 2019 ON33
- (719515) 2019 OF39
- (719516) 2019 OQ40
- (719517) 2019 PV6
- (719518) 2019 PX6
- (719519) 2019 PZ6
- (719520) 2019 PH7
- (719521) 2019 PE12
- (719522) 2019 PP24
- (719523) 2019 PK25
- (719524) 2019 PE29
- (719525) 2019 PY29
- (719526) 2019 PQ32
- (719527) 2019 PM34
- (719528) 2019 PY45
- (719529) 2019 PL53
- (719530) 2019 PV75
- (719531) 2019 QB8
- (719532) 2019 QX9
- (719533) 2019 QH11
- (719534) 2019 QH13
- (719535) 2019 QG25
- (719536) 2019 QU26
- (719537) 2019 QP30
- (719538) 2019 QT30
- (719539) 2019 QY30
- (719540) 2019 QD41
- (719541) 2019 QX45
- (719542) 2019 QD70
- (719543) 2019 QW109
- (719544) 2019 QR113
- (719545) 2019 RS4
- (719546) 2019 RE5
- (719547) 2019 RA15
- (719548) 2019 RU17
- (719549) 2019 RU24
- (719550) 2019 RZ26
- (719551) 2019 RF28
- (719552) 2019 RL28
- (719553) 2019 RV28
- (719554) 2019 RE51
- (719555) 2019 RY62
- (719556) 2019 RH72
- (719557) 2019 RJ74
- (719558) 2019 RF77
- (719559) 2019 RE82
- (719560) 2019 RJ83
- (719561) 2019 RH84
- (719562) 2019 RJ84
- (719563) 2019 SV16
- (719564) 2019 SZ22
- (719565) 2019 SX23
- (719566) 2019 SS29
- (719567) 2019 SZ48
- (719568) 2019 SQ57
- (719569) 2019 SH63
- (719570) 2019 SO66
- (719571) 2019 SY75
- (719572) 2019 SD82
- (719573) 2019 SC83
- (719574) 2019 SP83
- (719575) 2019 SR84
- (719576) 2019 SC93
- (719577) 2019 SJ104
- (719578) 2019 SJ122
- (719579) 2019 SL124
- (719580) 2019 SF146
- (719581) 2019 SO150
- (719582) 2019 SB178
- (719583) 2019 SE180
- (719584) 2019 SU183
- (719585) 2019 SG184
- (719586) 2019 SD188
- (719587) 2019 SG188
- (719588) 2019 TF34
- (719589) 2019 TG34
- (719590) 2019 TS34
- (719591) 2019 TW34
- (719592) 2019 TN35
- (719593) 2019 TZ37
- (719594) 2019 TG69
- (719595) 2019 TS69
- (719596) 2019 TM70
- (719597) 2019 TR74
- (719598) 2019 UZ14
- (719599) 2019 UA23
- (719600) 2019 UU24
- (719601) 2019 UJ33
- (719602) 2019 UK33
- (719603) 2019 UR33
- (719604) 2019 UX36
- (719605) 2019 UD38
- (719606) 2019 UU40
- (719607) 2019 UR48
- (719608) 2019 UM76
- (719609) 2019 UU91
- (719610) 2019 UQ136
- (719611) 2019 UG157
- (719612) Hoshizaki
- (719613) 2019 VZ5
- (719614) 2019 VA7
- (719615) 2019 VK8
- (719616) 2019 VW18
- (719617) 2019 VX23
- (719618) 2019 VH24
- (719619) 2019 VU31
- (719620) 2019 WR1
- (719621) 2019 WH19
- (719622) 2019 XE12
- (719623) 2019 XV14
- (719624) 2019 YZ7
- (719625) 2020 AE4
- (719626) 2020 AH4
- (719627) 2020 AO8
- (719628) 2020 BL17
- (719629) 2020 BT50
- (719630) 2020 BQ57
- (719631) 2020 BX62
- (719632) 2020 BA74
- (719633) 2020 BG76
- (719634) 2020 BT78
- (719635) 2020 BZ78
- (719636) 2020 BY79
- (719637) 2020 BN82
- (719638) 2020 DT15
- (719639) 2020 DK20
- (719640) 2020 FK8
- (719641) 2020 FW8
- (719642) 2020 FX8
- (719643) 2020 FX10
- (719644) 2020 FA14
- (719645) 2020 FM32
- (719646) 2020 FV34
- (719647) 2020 FL37
- (719648) 2020 FJ41
- (719649) 2020 GJ8
- (719650) 2020 GU8
- (719651) 2020 GV8
- (719652) 2020 GW20
- (719653) 2020 GN22
- (719654) 2020 GC23
- (719655) 2020 HJ11
- (719656) 2020 HM11
- (719657) 2020 HO13
- (719658) 2020 HB16
- (719659) 2020 HT18
- (719660) 2020 HU20
- (719661) 2020 HK22
- (719662) 2020 HM24
- (719663) 2020 HC25
- (719664) 2020 HS34
- (719665) 2020 HX35
- (719666) 2020 HA55
- (719667) 2020 HO65
- (719668) 2020 HJ83
- (719669) 2020 HF88
- (719670) 2020 HO108
- (719671) 2020 HN109
- (719672) 2020 HQ113
- (719673) 2020 HK116
- (719674) 2020 HZ116
- (719675) 2020 HT128
- (719676) 2020 HU135
- (719677) 2020 HM140
- (719678) 2020 HW142
- (719679) 2020 HA160
- (719680) 2020 HG160
- (719681) 2020 HB165
- (719682) 2020 HQ179
- (719683) 2020 JA7
- (719684) 2020 JC10
- (719685) 2020 JV15
- (719686) 2020 JW17
- (719687) 2020 JM21
- (719688) 2020 JG28
- (719689) 2020 JO35
- (719690) 2020 JG46
- (719691) 2020 KW10
- (719692) 2020 KY17
- (719693) 2020 KL24
- (719694) 2020 KN24
- (719695) 2020 KS37
- (719696) 2020 KH38
- (719697) 2020 KD40
- (719698) 2020 KW41
- (719699) 2020 LH10
- (719700) 2020 LK15
- (719701) 2020 LH18
- (719702) 2020 MC10
- (719703) 2020 MV18
- (719704) 2020 MP22
- (719705) 2020 MC36
- (719706) 2020 MC40
- (719707) 2020 MC46
- (719708) 2020 MW57
- (719709) 2020 NW6
- (719710) 2020 OM9
- (719711) 2020 OW30
- (719712) 2020 OO32
- (719713) 2020 OJ33
- (719714) 2020 OU41
- (719715) 2020 OU44
- (719716) 2020 OB45
- (719717) 2020 OR59
- (719718) 2020 OT63
- (719719) 2020 OH100
- (719720) 2020 OJ102
- (719721) 2020 OT103
- (719722) 2020 OZ104
- (719723) 2020 OA105
- (719724) 2020 OJ105
- (719725) 2020 OF112
- (719726) 2020 PG28
- (719727) 2020 PV28
- (719728) 2020 PH39
- (719729) 2020 PQ39
- (719730) 2020 PX51
- (719731) 2020 PK52
- (719732) 2020 PL52
- (719733) 2020 PT65
- (719734) 2020 PN66
- (719735) 2020 PA73
- (719736) 2020 PV73
- (719737) 2020 PK74
- (719738) 2020 PX74
- (719739) 2020 PY74
- (719740) 2020 PC77
- (719741) 2020 PG77
- (719742) 2020 PK81
- (719743) 2020 PS93
- (719744) 2020 PP113
- (719745) 2020 PU115
- (719746) 2020 QQ8
- (719747) 2020 QU8
- (719748) 2020 QX8
- (719749) 2020 QC9
- (719750) 2020 QU13
- (719751) 2020 QX13
- (719752) 2020 QF18
- (719753) 2020 QQ37
- (719754) 2020 QQ66
- (719755) 2020 QO77
- (719756) 2020 QW88
- (719757) 2020 RF11
- (719758) 2020 RJ11
- (719759) 2020 RK11
- (719760) 2020 RQ24
- (719761) 2020 RF29
- (719762) 2020 RY43
- (719763) 2020 RU53
- (719764) 2020 RX53
- (719765) 2020 RG55
- (719766) 2020 RH55
- (719767) 2020 RG84
- (719768) 2020 RB90
- (719769) 2020 RO99
- (719770) 2020 RD105
- (719771) 2020 RZ105
- (719772) 2020 RV108
- (719773) 2020 RJ110
- (719774) 2020 RP145
- (719775) 2020 RU145
- (719776) 2020 RK169
- (719777) 2020 SZ11
- (719778) 2020 SR17
- (719779) 2020 ST17
- (719780) 2020 SQ19
- (719781) 2020 SG23
- (719782) 2020 SN32
- (719783) 2020 SH34
- (719784) 2020 SO34
- (719785) 2020 SR34
- (719786) 2020 SY35
- (719787) 2020 SO36
- (719788) 2020 SR58
- (719789) 2020 SU72
- (719790) 2020 SN82
- (719791) 2020 SA84
- (719792) 2020 SY90
- (719793) 2020 SV96
- (719794) 2020 SO98
- (719795) 2020 SJ99
- (719796) 2020 SQ110
- (719797) 2020 TV10
- (719798) 2020 TW13
- (719799) 2020 TU17
- (719800) 2020 TY17
- (719801) 2020 TG19
- (719802) 2020 TR21
- (719803) 2020 TZ24
- (719804) 2020 TO27
- (719805) 2020 TX27
- (719806) 2020 TH59
- (719807) 2020 TM69
- (719808) 2020 TM72
- (719809) 2020 TU73
- (719810) 2020 TT74
- (719811) 2020 TQ80
- (719812) 2020 UG39
- (719813) 2020 UG49
- (719814) 2020 UG53
- (719815) 2020 UA55
- (719816) 2020 UW77
- (719817) 2020 VJ8
- (719818) 2020 VR8
- (719819) 2020 VW25
- (719820) 2020 WK17
- (719821) 2020 WB23
- (719822) 2020 XE7
- (719823) 2020 XV19
- (719824) 2020 XG23
- (719825) 2020 YK22
- (719826) 2021 AE10
- (719827) 2021 AS12
- (719828) 2021 AT19
- (719829) 2021 BY4
- (719830) 2021 BV8
- (719831) 2021 BA14
- (719832) 2021 CO11
- (719833) 2021 CT23
- (719834) 2021 CK26
- (719835) 2021 CP27
- (719836) 2021 CY39
- (719837) 2021 DE17
- (719838) 2021 EW13
- (719839) 2021 EW18
- (719840) 2021 EW19
- (719841) 2021 EG26
- (719842) 2021 EN34
- (719843) 2021 EK49
- (719844) 2021 ER56
- (719845) 2021 EA57
- (719846) 2021 FT27
- (719847) 2021 FV31
- (719848) 2021 FJ37
- (719849) 2021 FZ49
- (719850) 2021 FJ56
- (719851) 2021 GV8
- (719852) 2021 GA12
- (719853) 2021 GR14
- (719854) 2021 GO21
- (719855) 2021 GM45
- (719856) 2021 GG52
- (719857) 2021 GX66
- (719858) 2021 GK71
- (719859) 2021 GJ83
- (719860) 2021 GT83
- (719861) 2021 GZ109
- (719862) 2021 GG113
- (719863) 2021 GS113
- (719864) 2021 GU113
- (719865) 2021 GJ122
- (719866) 2021 GP124
- (719867) 2021 GV134
- (719868) 2021 HA5
- (719869) 2021 HF7
- (719870) 2021 JA24
- (719871) 2021 JM27
- (719872) 2021 JU37
- (719873) 2021 JL52
- (719874) 2021 JS56
- (719875) 2021 JW61
- (719876) 2021 NW23
- (719877) 2021 NP27
- (719878) 2021 NG44
- (719879) 2021 NH58
- (719880) 2021 NU65
- (719881) 2021 NJ67
- (719882) 2021 OK14
- (719883) 2021 OB26
- (719884) 2021 PR8
- (719885) 2021 PZ17
- (719886) 2021 PA19
- (719887) 2021 PP19
- (719888) 2021 PT27
- (719889) 2021 PV35
- (719890) 2021 PJ42
- (719891) 2021 PS55
- (719892) 2021 PC57
- (719893) 2021 PB71
- (719894) 2021 PJ80
- (719895) 2021 PU85
- (719896) 2021 PH99
- (719897) 2021 PU105
- (719898) 2021 PP156
- (719899) 2021 QB26
- (719900) 2021 QV34
- (719901) 2021 QB49
- (719902) 2021 QM67
- (719903) 2021 QH82
- (719904) 2021 QG115
- (719905) 2021 RW19
- (719906) 2021 RZ23
- (719907) 2021 RG33
- (719908) 2021 RX88
- (719909) 2021 RL111
- (719910) 2021 RB177
- (719911) 2021 RZ213
- (719912) 2021 SL13
- (719913) 2021 SE18
- (719914) 2021 SJ77
- (719915) 2021 TD23
- (719916) 2021 TD30
- (719917) 2021 TN36
- (719918) 2021 TQ43
- (719919) 2021 TB51
- (719920) 2021 TE60
- (719921) 2021 TM64
- (719922) 2021 TJ82
- (719923) 2021 TD83
- (719924) 2021 TH100
- (719925) 2021 TW105
- (719926) 2021 TF111
- (719927) 2021 TV138
- (719928) 2021 TG163
- (719929) 2021 TQ163
- (719930) 2021 UK8
- (719931) 2021 UE13
- (719932) 2021 UT19
- (719933) 2021 UX20
- (719934) 2021 UZ37
- (719935) 2021 UN38
- (719936) 2021 UY40
- (719937) 2021 UY43
- (719938) 2021 UC45
- (719939) 2021 UU47
- (719940) 2021 UK62
- (719941) 2021 UO65
- (719942) 2021 UF69
- (719943) 2021 UW84
- (719944) 2021 UJ90
- (719945) 2021 UV90
- (719946) 2021 VG12
- (719947) 2021 VU19
- (719948) 2021 VJ23
- (719949) 2021 VS24
- (719950) 2021 VR29
- (719951) 2021 VV39
- (719952) 2021 VZ42
- (719953) 2021 VD50
- (719954) 2021 VE66
- (719955) 2021 VL97
- (719956) 2021 WO7
- (719957) 2021 WK11
- (719958) 2022 AD16
- (719959) 2022 AN21
- (719960) 2022 AC34
- (719961) 2022 BX43
- (719962) 2022 BM45
- (719963) 2022 BZ57
- (719964) 2022 BC62
- (719965) 2022 BE66
- (719966) 2022 DP5
- (719967) 2022 DS5
- (719968) 2022 GH12
- (719969) 2022 GL15
- (719970) 2022 GV15
- (719971) 2022 JC3
- (719972) 2022 LK3
- (719973) 2022 OJ8
- (719974) 2022 OB39
- (719975) 2022 PJ10
- (719976) 2022 QS18
- (719977) 2022 QQ62
- (719978) 2022 QR102
- (719979) 2022 QK204
- (719980) 2022 RW89
- (719981) 2022 SF39
- (719982) 2022 SP39
- (719983) 2022 SJ117
- (719984) 2022 SV303
- (719985) 2022 TC15
- (719986) 2022 UH52
- (719987) Zhonghe
- (719988) 2022 VL4
- (719989) 2022 VE9
- (719990) 2022 YW10
- (719991) 2023 BQ12
- (719992) 2023 BY18
- (719993) 2023 ES4
- (719994) 2023 EH5
- (719995) 2023 FO15
- (719996) 2023 FE23
- (719997) 2023 FR28
- (719998) 2023 FB45
- (719999) 2023 FT57
- (720000) 2023 GQ5